# БРДМ-НИК
БРДМ-НИК — один из украинских вариантов модернизации советской БРДМ-2, разработанный в 2016—2017 годах.

## История
О разработке нового варианта БРДМ-2ДИ «Хазар» — с усиленной защитой лобовой части (в которой было решено полностью отказаться от смотровых люков водителя и командира) и новым боевым модулем (23-мм пушка и спаренный с ней 7,62-мм пулемёт) стало известно в декабре 2016 года. Работа над созданием бронемашины проходила по заказу министерства обороны Украины и иностранных заказчиков.
Разработчиком бронемашины являлся конструкторский отдел Николаевского бронетанкового завода.
Создание первой бронемашины предполагалось завершить в середине 2017 года.
9 октября 2017 демонстрационный образец бронемашины был впервые показан публике и 10 октября 2017 года — официально представлен на проходившей в Киеве оружейной выставке «Зброя та безпека-2017».
В конце декабря 2017 года были завершены заводские испытания бронемашины, в 2018 году она была включена в перечень продукции концерна «Укроборонпром» и предложена на экспорт государственной компанией «Спецтехноэкспорт».
7 сентября 2018 года было объявлено о подписании «Промоборонэкспорт» меморандума о сотрудничестве с польской компанией WZM по вопросу о совместной модернизации бронемашины (получившей новое название БРМ «Мангуст»).

## Описание
В ходе переоборудования БРДМ-2 в БРДМ-НИК демонтируют две пары пневматических колёс (предназначенных для преодоления траншей и окопов) и четыре гидравлических подъёмника, обеспечивающие их выдвижение, а также производится замена силовой установки (как и при создании БРДМ-2ДИ «Хазар», вместо ГАЗ-41 устанавливается дизельный двигатель FPT IVECO Tector с предпусковым подогревателем).
Подвеска независимая торсионная. Производится усиление подвески и повышение уровня броневой защиты за счёт установки комплекта навесного бронирования, которое крепится болтами снаружи броневого корпуса, при этом угол наклона верхнего лобового бронелиста увеличен.
В бортах машины сделаны два дополнительных двустворчатых люка для высадки десанта (в верхней части которых имеется бойница для ведения стрельбы), в корме машины установлена подъёмная аппарель.
Кроме того, БРДМ-НИК оснащён пулестойкими бескамерными шинами украинского производства, автомобильными фарами и видеокамерами.
Также на БРДМ-НИК установлена новая цифровая радиостанция.

## Варианты и модификации
- БРДМ-НИК — вариант 2017 года, в качестве вооружения сохранена башня БРДМ-2 (один 14,5-мм пулемёт КПВТ и один 7,62-мм пулемёт ПКТ)[1]
- вариант с усиленным вооружением — на место башни БРДМ-2 предполагается установка башенного боевого модуля (23-мм автоматическая пушка и спаренный с ней 7,62-мм пулемёт)[1][6]
- БРМ «Мангуст» — вариант 2018 года[9]